# Cláudia Semedo
Cláudia Cristina Ferreira Semedo (Oeiras, 18 de janeiro de 1983) é uma atriz, jornalista, locutora, dobradora e apresentadora de televisão portuguesa.

## Biografia
Cláudia Semedo nasceu em Oeiras e São Julião da Barra, a 18 de janeiro de 1983, e cresceu numa família de ascendência diversa.
Tem duas irmãs.
Formou-se como atriz na Escola Profissional de Teatro de Cascais (1997—2000) e, posteriormente, licenciou-se em Jornalismo na Escola Superior de Comunicação Social do Instituto Politécnico de Lisboa (2009—2012).
É membro da Companhia de Actores desde 2007. 
Na 2ª metade da década de 2000 fez parte da equipa das manhãs da Antena 3, no programa Manhãs da 3, com Nuno Markl, José Mariño e Jorge Botas. 
Foi embaixadora do Ano Internacional para a Juventude (2010/2011) e embaixadora do Ano Europeu para o Desenvolvimento (2015). 

## Vida pessoal
Casou em 2012 com o produtor de informação João Ribeiro, do qual tem uma filha, Alice, nascida no final desse ano. No início de 2018, o casal teve o seu segundo filho, de nome André.

## Atividade profissional

### Teatro
- A Viagem de Pedro Afortunado (TNDMII)
- A Noite dos Assassinos (Encenação Manuel Coelho - Presídio da Trafaria)
- Navalha na Carne (Teatro Municipal Amélia Rey Colaço)
- Chorar Para Rir (Teatro Há-de-ver)
- Lisboa Invisível (Teatro Municipal São Luiz e Teatro Meridional)
- Viver é Raso (Auditório Municipal Ruy de Carvalho)
- Em Cima das Árvores (Teatro Municipal Amélia Rey Colaço)
- Antes de Começar (Teatro da Trindade)
- Paredes Meias (Teatro Municipal Amélia Rey Colaço)
- O Amor Não é um Fogão (Teatro Rápido)
- A Bicicleta que Tinha Bigodes (FIAR)
- Torga (Teatro Experimental de Cascais)
- Macbeth (teatro Experimental de Cascais)
- Elfos e Anões (Encenação Natália Luiza - CCC vai às escolas)
- O Convidados de Pirilampos (Encenação António Jorge Gonçalves - Teatro São Luiz)
- A Dança das Raias Voadoras (Encenação Ana Lázaro - Companhia de Actores - Teatro Municipal Amélia Rey Colaço)
- Um Forte Cheiro a Maça (Encenação Pedro Giestas e Tiago Fernandes - Companhia de Actores - Teatro Municipal Amélia Rey Colaço)
- Zé-Alguém (Ideia Original e Encenação - Teatro Municipal Amélia Rey Colaço)
- Perfeitos Desconhecidos (Encenação Pedro Penim - Força de Produção - Teatro Municipal Maria Matos)
- |Pê| Prefixo de Desumanização (Ideia Original e Encenação - Companhia de Actores)

### Cinema
- O Crime do Padre Amaro
- O Último Voo do Flamingo
- Linhas de Sangue
- Asphalte Rouge
- Catharsis
- Nuvem Passageira
- As Terças da Bailarina Gorda
- Ricochete
- Dezbeta

### Televisão
- Aqui Tão Longe
- Água de Mar
- Maternidade
- Liberdade 21
- Podia Acabar o Mundo
- Floribella
- Só Gosto de Ti
- Jura
- O Jogo
- Quer o Destino
- Papel Principal
- A Fazenda

### Como Apresentadora
- Catarina.com (SIC)
- Mega Ciência (SIC)
- Playhouse Disney (Disney Chanel Portugal)
- Flash (SIC)
- Êxtase (SIC)
- As Noivas de Santo António (SIC)
- Contacto (SIC)
- Desafio Verde (RTP2)
- Nós (RTP2)
- Prova dos 3 (RTP)
- 5 Dias 5 Causas (RTP2)
- Portugal no Coração (RTP1)
- Química das Coisas (RTP2)
- Gala Prémios Sophia 2015 (Academia Portuguesa de Cinema, com transmissão na RTP2)
- Guerra dos Pratos (Fox Life)
- Código Panda (Canal Panda)
- Notícias do Meu País (RTP1)
- Escola do Panda (Canal Panda)
- Documentário Vírus - Parasitas Obrigatórios

### Participações na televisão
- Be Different, Be DeLuxe - (TVI) - (2007)
- Globos de Ouro 2006 (SIC) (2007)
- Dança Comigo (RTP1) (2006) - Concorrente
- HermanSIC (SIC) (5 episódios, 2004-2006: 29 de outubro de 2006, 14 de maio de 2006, 15 de janeiro de 2006, 16 de outubro de 2005 e 3 de outubro de 2004)
- Globos de Ouro 2005 (SIC) (2006)
- Pequenos Gigantes (TVI) - 1° temporada  (2015)- Mentora
- Hell's Kitchen - Famosos - SIC - (2023) - Concorrente
- Superestrelas - RTP1 - (2024) - Convidada especial

### Dobragens
- Wipeout
- Encolhidos
- A Caixa
- Hannah Montana
- Cory in the White House
- Maggie the Fly
- Bugs Bunny
- Angry Birds - O Filme

### Locuções
- Canal Disney Plus
- Fiat
- Sensodyne
- Airborne
- Well's
- Yoco
- CP
- Vodafone
- Via Verde
- Serra da Estrela
- Lipton
- Unitel
- Biafine
- Garnier
- Água Pura